# Museo naturalistico Francesco Minà Palumbo
Il museo naturalistico Francesco Minà Palumbo, dedicato al medico naturalista castelbuonese Francesco Minà Palumbo, raccoglie le collezioni create da quest'ultimo per i suoi studi svolti sulle Madonie tra il 1837 ed il 1899. Francesco Minà Palumbo avviò un'intensa opera di esplorazione naturalistica delle Madonie; le sue ricerche investirono praticamente tutti i campi delle scienze naturali: dalla botanica alla zoologia, dalla geologia alla paleontologia, dall'archeologia all'antropologia. Egli raccolse una grande quantità di reperti, osservazioni e informazioni su un territorio che costituisce una delle zone a più elevata biodiversità dell'area mediterranea e che fino ad allora era ancora in gran parte inesplorata.
I vari reperti del Minà esposti al Museo parlano della biodiversità delle Madonie e fanno parte di  collezioni paleontologiche all'interno delle quali sono presenti fossili endemici del territorio madonita, collezioni entomologiche che evidenziano la ricchezza dell'entomofauna di quel  territorio nel periodo in cui visse il Minà. Si può ammirare una interessante collezione di molluschi terrestri e di acqua dolce delle Madonie, un erbario con circa 7.000 exiccata, molluschi marini attuali, interessanti collezioni di rocce e minerali con una sezione contenente zolfi e gessi della serie gessosa solfifera di Sicilia, infine  reperti preistorici e di archeologia industriale fino al diciannovesimo secolo. Inoltre il Museo negli ultimi anni ha ampliato ancora di più le sue collezioni grazie alla donazione di diversi naturalisti locali.